# 奧爾冰川
奧爾冰川（英語：Orr Glacier），是南極洲的冰川，位於維多利亞地的彭內爾海岸，處於鮑爾斯山脈的蘭特曼山脈地區，最終注入雷尼克冰川，美國地質調查局根據測量和該國海軍的空中照片繪入地圖，現時由南極條約體系管理。